# Ekaterina Zelenko
Ekaterina Ivánovna Zelenko (en ruso: Екатерина Ивановна Зеленко, en ucraniano: Катерина Іванівна Зеленко; 10 de febrerojul./ 23 de febrero de 1916greg. - 12 de septiembre de 1941) fue una aviadora militar soviética que combatió en la Guerra de Invierno y en la Segunda Guerra Mundial. Es principalmente conocida por ser la única mujer que se sabe que realizó una embestida aérea con su bombardero ligero Sukhoi Su-2 contra un Messerschmitt Bf 109 alemán el 12 de septiembre de 1941 al quedarse sin munición y ser atacada por un grupo de siete cazas alemanes. 
No fue galardonada con el título de Héroe de la Unión Soviética hasta 1990 porque la ciudad donde cayeron los restos de los dos aviones fue tomada por las tropas del Eje antes de que su muerte fuera informada a los militares, dejando el ataque inadvertidos para las autoridades soviéticas hasta después de la guerra.

## Biografía

### Infancia y juventud
Ekaterina Zelenko nació el 23 de febrero de 1916 en el seno de una familia rusa en el pueblo de Koroshchine, entonces parte de la gobernación de Volinia del Imperio ruso. Completó siete grados en una escuela en Kursk antes de mudarse con su madre a Vorónezh, donde ingresó en la escuela secundaria de vuelo de Vorónezh. En octubre de 1933 se graduó del Club de Vuelo de local y luego, en 1934, se graduó con honores en la Escuela de Aviación Militar de Orenburgo Kliment Voroshilov.
Después de graduarse, fue enviada a Járkov donde sirvió en la 19.ª Brigada de Aviación de Bombarderos Ligeros. Desde enero de 1936 hasta abril de 1938, fue asignada al 14 ° Escuadrón del distrito militar de Járkov, después de lo cual fue asignada al 4.° Regimiento de Bombarderos Ligeros, y de febrero a marzo de 1940 participó en la Guerra de Invierno como piloto de un Polikarpov R-Z. en el 11.º Regimiento de Bombarderos Ligeros. Voló ocho misiones durante el conflicto en el curso de las cuales destruyó una batería de artillería enemiga y un depósito de municiones, por lo que después de la guerra recibió la Orden de la Bandera Roja.

### Segunda Guerra Mundial

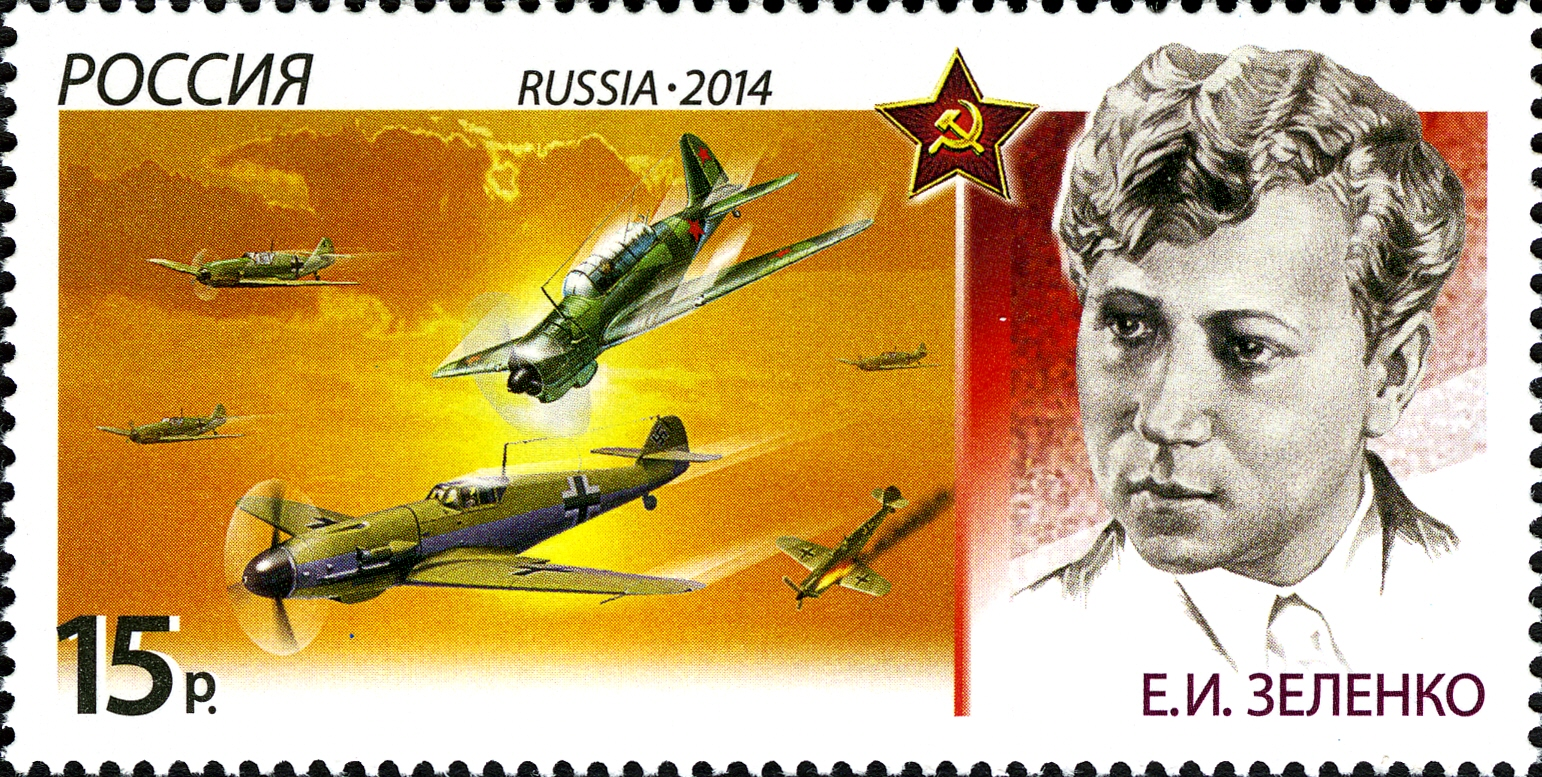
Sello postal ruso de 2014 que representa a Zelenko y la embestida aérea que se le atribuye

En la víspera de la invasión alemana a la Unión Soviética, participó en el re-entrenamiento del personal de siete regimientos de aviación en el uso del bombardero ligero Sukhoi Su-2.
Después de la invasión alemana realizó cuarenta misiones de combate (también de noche) y participó en doce combates aéreos contra aviones enemigos. En julio, al frente de un grupo de bombarderos ligeros Su-2, participó en la destrucción de una concentración de tropas enemigas compuestas por cuarenta y cinco tanques, veinte carros blindados y un batallón de infantería. sin sufrir ninguna baja algo extremadamente raro en esos momentos.
El 12 de septiembre de 1941 estaba volando en una misión de reconocimiento, junto con su compañero el capitán Lébedev, sobre la aldea de Anastasievka en el noreste de Ucrania, cuando los dos Su-2 fueron atacado por siete Bf-109. El avión de Lébedev fue derribado casi inmediatamente, aunque fue capaz de hacer un aterrizar de emergencia. Zelenko consiguió destruir uno de los aviones alemanes, usando toda su munición. Entonces, tras ordenar a su navegante herido que se lanzara en paracaídas, embistió a uno de los aviones enemigos desde arriba lo que provocó que el Messerschmitt Bf-109 se partiera en dos cuando la hélice de su avión golpeó la cola del avión alemán. El Su-2 que estaba pilotando explotó. El combate aéreo fue observado por residentes locales que posteriormente identificaron su cuerpo.
Después de su muerte fue nominada póstumamente para el título Héroe de la Unión Soviética, pero solo recibió una Orden de Lenin porque se la consideró desaparecida en acción y los militares no sabían de su embestida; el título Héroe de la Unión Soviética rara vez se otorgaba a los soldados desaparecidos en acción porque se los consideraba «traidores potenciales». No fue nombrada Heroína de la Unión Soviética hasta que Mijaíl Gorbachov le otorgó el título el 5 de mayo de 1990, después de que la historia completa de su muerte saliera a la luz y se recuperaran los restos de su avión y del avión alemán que embistió.
Su esposo, Pável Ignatenko, murió en combate aéreo dos años después.

## Condecoraciones y reconocimientos
|  | Heroína de la Unión Soviética (5 de mayo de 1990)                      |
|  | Orden de Lenin, dos veces (29 de diciembre de 1941, 5 de mayo de 1990) |
|  | Orden de la Bandera Roja (9 de mayo de 1940)                           |

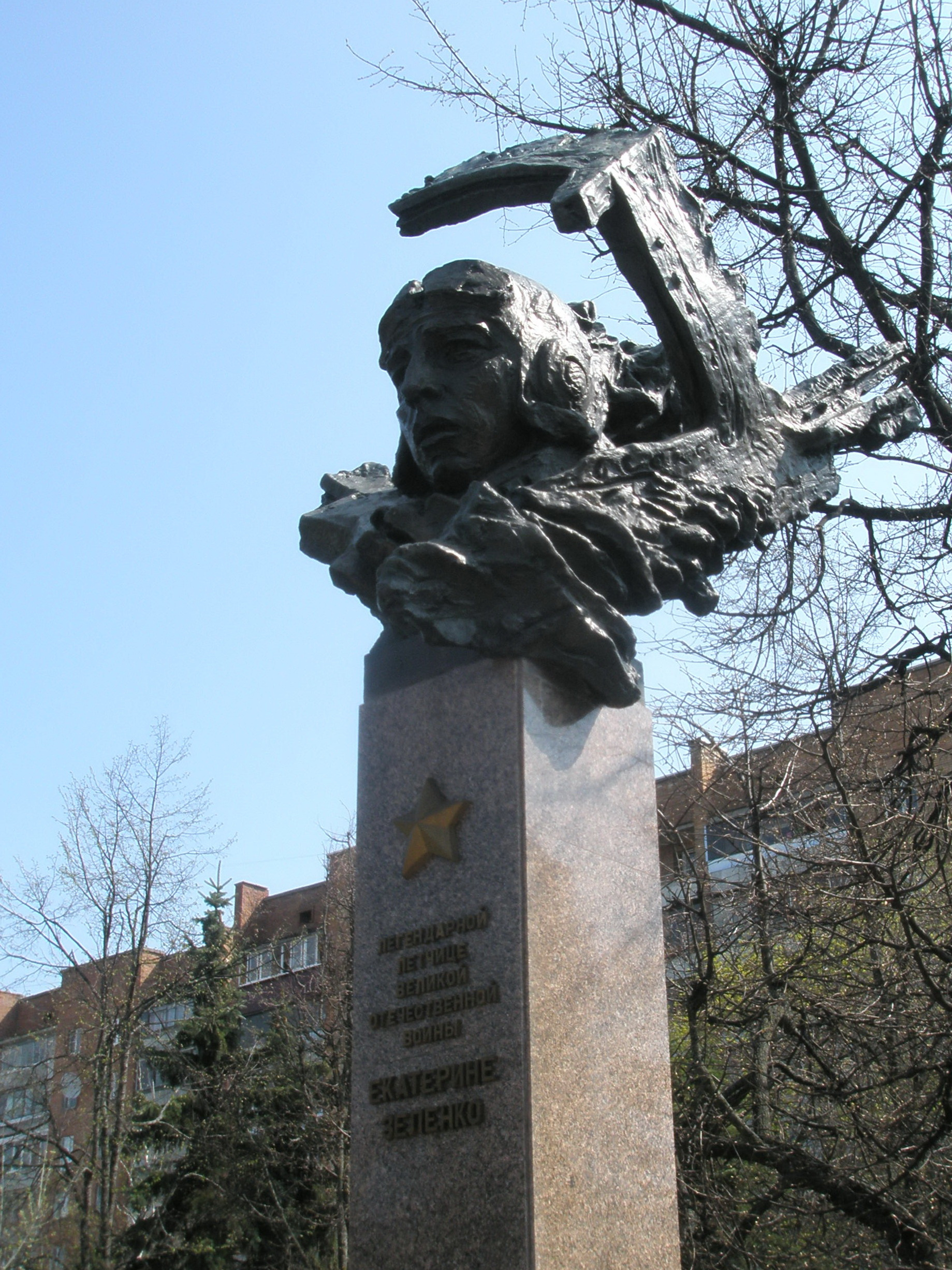
Monumento a Ekaterina Zelenko en Kursk (Rusia)

El asteroide (1900) Katyusha perteneciente al cinturón de asteroides descubierto por Tamara Smirnova el 16 de diciembre de 1971, fue nombrado en su honor. Su retrato apareció en un sobre soviético en 1983 antes de que le concedieran el título de Héroe de la Unión Soviética y, más tarde, un sello postal de la Federación de Rusia en 2014. (en la foto). Hay varias calles que llevan su nombre, así como varios monumentos y estatuas en su honor en Rusia y Ucrania.